# Johann Pitzweger
Johann Pitzweger war ein bayerischer Landwirt und Abgeordneter.

## Werdegang
Pitzweger war in Rottersham beheimatet. Als Vertreter des Stimmkreises Pfarrkirchen gehörte er 1858 der Kammer der Abgeordneten des Bayerischen Landtags an.

## Quelle
- Johann Pitzweger in der Parlamentsdatenbank des Hauses der Bayerischen Geschichte in der Bavariathek

| Personendaten    | Personendaten                         |
| ---------------- | ------------------------------------- |
| NAME             | Pitzweger, Johann                     |
| KURZBESCHREIBUNG | bayerischer Landwirt und Abgeordneter |
| GEBURTSDATUM     | 19. Jahrhundert                       |
| STERBEDATUM      | 19. Jahrhundert                       |